# Селиштеа (Мехединци)
Селиштеа (рум. Seliștea) насеље је у Румунији у округу Мехединци у општини Исверна. Oпштина се налази на надморској висини од 442 m.

## Становништво
Према подацима из 2002. године у насељу је живело 545 становника, од којих су сви румунске националности.